# レイニーリバー地区
レイニーリバー地区（レイニーリバーちく、英：Rainy River District）は、カナダのオンタリオ州北部に位置する地方行政区のひとつ。オンタリオ州北部の他の地区と同様に、行政は直接、州政府及び各市町村によって行われている。オンタリオ州内の区分としてはすべてのエリアが中部標準時（CST）となる唯一の地区（区画）。1885年にサンダーベイ地区の一部分を分割して設立された。

## 主な都市
- フォートフランシス （Fort Frances）
- レイニーリバー （Rainy River）